# Falco novaeseelandiae
Il falco della Nuova Zelanda (Falco novaeseelandiae Swainson, 1837), Kārearea in māori, è un uccello falconiforme della famiglia dei Falconidi. È l'unico falco endemico della Nuova Zelanda, nonché l'unico rapace endemico dell'isola sopravvissuto fino ai giorni nostri. Per il suo aspetto viene spesso confuso con la più grande e più comune albanella australasiatica.

## Descrizione

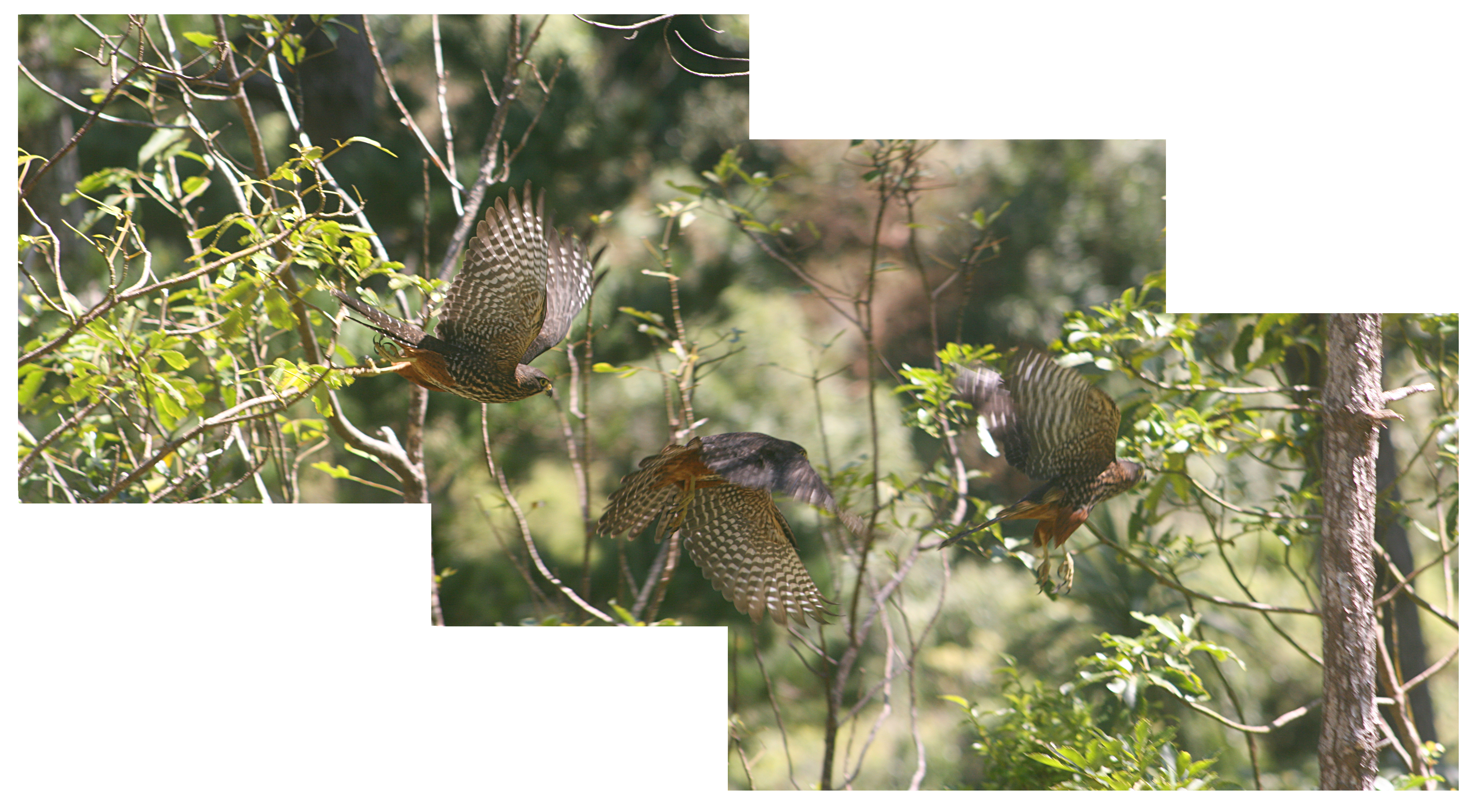

Si differenzia dalla più grande albanella australasiatica (Kāhu in maori), più comune e diffusa in tutta la Nuova Zelanda, in quanto cattura le prede in volo e si nutre di carogne solo di rado. È un uccello piuttosto aggressivo, che difende violentemente il proprio territorio; in alcuni casi ha attaccato cani e perfino esseri umani.
Con un'apertura alare di circa 45 cm e un peso che solo raramente supera i 450 g, il falco della Nuova Zelanda pesa poco più della metà di un'albanella australasiatica; ciononostante, il falco è solito attaccare in volo l'albanella non appena questa entri nel suo territorio. Il maschio è grande solo due terzi della femmina.
Il falco della Nuova Zelanda nidifica in una fenditura del terreno erboso o del terriccio in vari luoghi: sotto le rocce di una parete a picco o su una cornice rocciosa, tra le piante epifite cresciute sul ramo di un albero o sotto tronchi o rami caduti al suolo, tutti luoghi non riparati che rendono i pulcini e le uova vulnerabili ai predatori.

## Tassonomia
In passato gli ornitologi hanno ritenuto questo rapace sia una forma aberrante di lodolaio sia un uccello strettamente imparentato con tre specie sudamericane (F. deiroleucus, F. rufigularis e F. femoralis); tuttavia, più recenti studi basati sull'analisi di proteine ricavate dalle penne, suggeriscono una più stretta parentela con il falco bruno australiano.

## Distribuzione
Il falco della Nuova Zelanda è diffuso soprattutto nelle fitte boscaglie e nelle regioni più elevate dell'Isola del Sud e solo raramente è stato avvistato a nord di una linea immaginaria che corre attraverso le regioni centrali dell'Isola del Nord. Una piccola popolazione nidifica anche sulle Isole Auckland; sulle Isole Chatham, invece, è noto solo a partire da resti fossili.

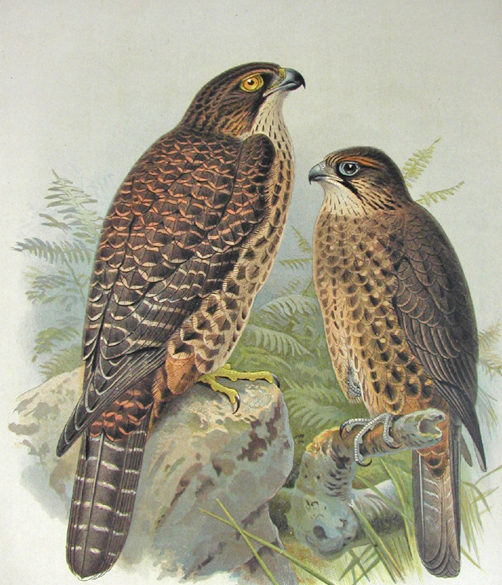
Raffigurazione del falco della Nuova Zelanda tratta da Birds of New Zealand di Buller (1888).

## Stato di conservazione
Sebbene protetto fin dal 1970, è considerato una specie vulnerabile.

### Reintroduzioni
Nel 2005 il Ministero neozelandese dell'Agricoltura e delle Foreste finanziò un progetto che utilizzava i falchi per controllare il numero degli uccelli nocivi che saccheggiavano i vigneti; altro scopo del progetto era quello di monitorare questi uccelli e stabilire una popolazione nidificante nei pressi della regione vinicola del Marlborough. Inizialmente vennero rilasciati nei vigneti quattro falchi provenienti dalle colline circostanti. Dopo il rilascio di altri 15 esemplari questa piccola popolazione cominciò a nidificare - per la prima volta dopo la deforestazione dell'area avvenuta 150 anni fa. Una delle maggiori minacce che grava su questa popolazione ricostituita è costituita dalle collisioni con i cavi elettrici, che hanno ucciso un quinto dei falchi reintrodotti.

## Nella cultura di massa
Il falco della Nuova Zelanda compare sul retro delle banconote da 20 dollari neozelandesi ed è stato raffigurato per due volte su francobolli dello stesso Paese. È comparso inoltre su una moneta da collezione da 5 dollari coniata nel 2006.